# Jerusalem Light Rail
Jerusalem Light Rail (הרכבת הקלה בירושלים - HaRakevet HaKala Birushalayim) er en letbane-linje i Jerusalem, der åbnede i 2011. Den begyndte at blive bygget i 2002 og stod færdig i 2010 efter mange meget store problemer, og det oprindelige byggefirmas konkurs.
Den letbane er berømt for Strengebroen ved den vestlige indgang til Jerusalem fra Road 1.